# Забастовка в Беларуси (2020)
Забастовка в Беларуси (2020) также известная как Забастовка студентов — забастовка, организованная белорусскими студентами в сентябре 2020 года, с целью потребовать от правительства Беларуси выполнить требования народного ультиматума. В первый день забастовки во всех крупных городах Беларуси на улицы вышло более 10 тысяч студентов.

## Ход событий
Еще до начала сентября множество студентов высших учебных заведений Беларуси открыто призывали к началу забастовки в день начала школьных занятий 1 сентября. Около ВУЗов в Минске студенты прошли с бело-красно-белыми флагами, а также собирали подписи за отставку Александра Лукашенко. На места демонстраций прибывал белорусский ОМОН, арестовав часть участников и принудив остановить сбор подписей.
В Минске 2 сентября прошла демонстрация студентов, часть которых собралась около площади Победы, и прошло через центр города до здания Министерства образования. Шествие было остановлено заграждениями, и отрядами ОМОН, которые избили и арестовали часть демонстрантов. Студенты также предпринимали попытки перекрыть вход в несколько кампусов университетов чтобы не дать милиции туда войти. Позднее МВД Беларуси сообщило об аресте множества студентов, однако не сообщило точное количество арестованных.